# Lac d'Aumar
Le lac d'Aumar est un lac pyrénéen français situé administrativement dans la commune de Vielle-Aure dans le département français des Hautes-Pyrénées, en vallée d'Aure en Occitanie.
Le lac a une superficie de 25 ha pour une altitude de 2 192 m, il atteint une profondeur de 24 m.

## Toponymie
Aumar signifie « eau de mer ».

## Géographie

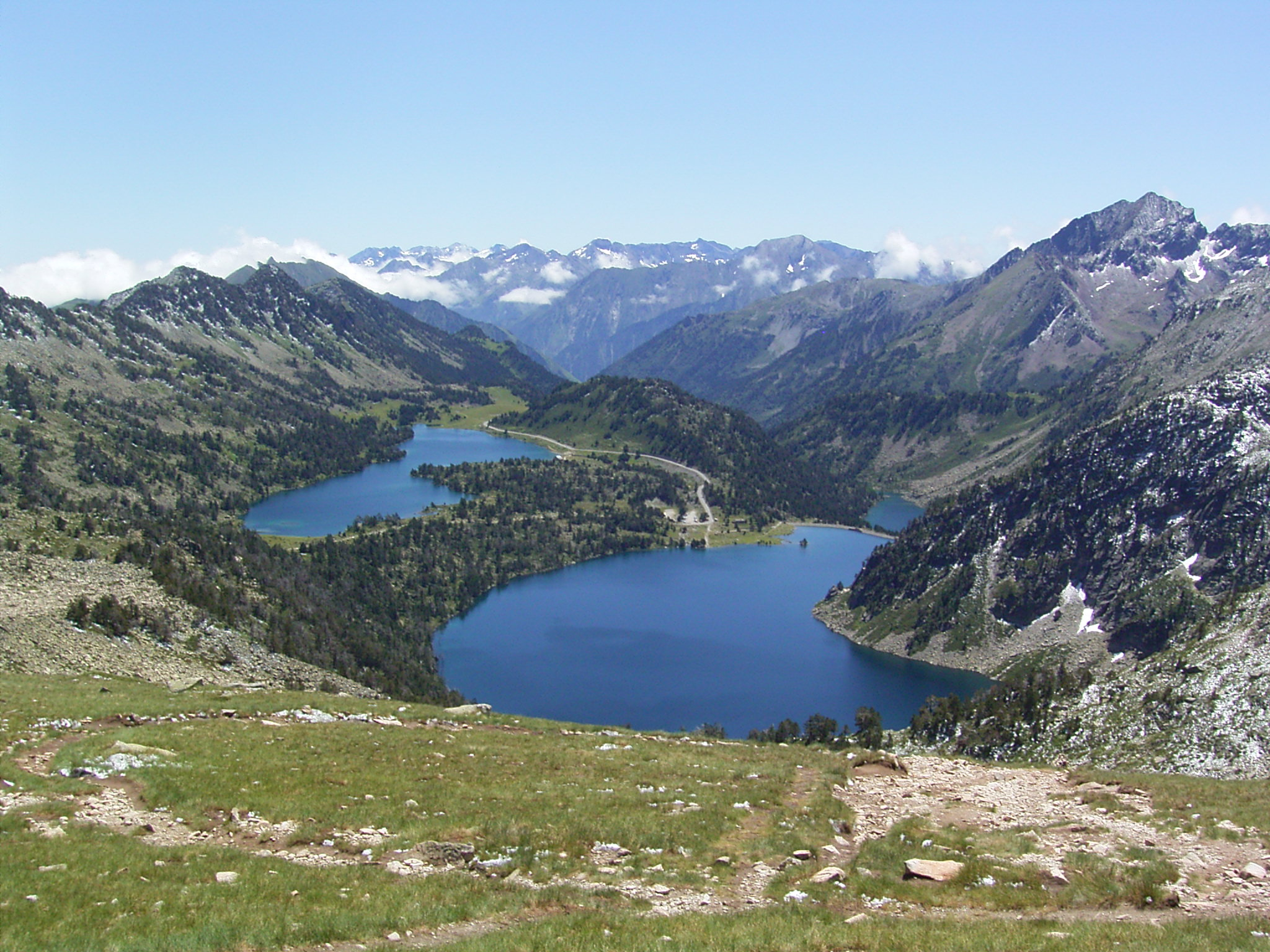
Le lac d'Aumar (à gauche) et le lac d'Aubert (à droite).

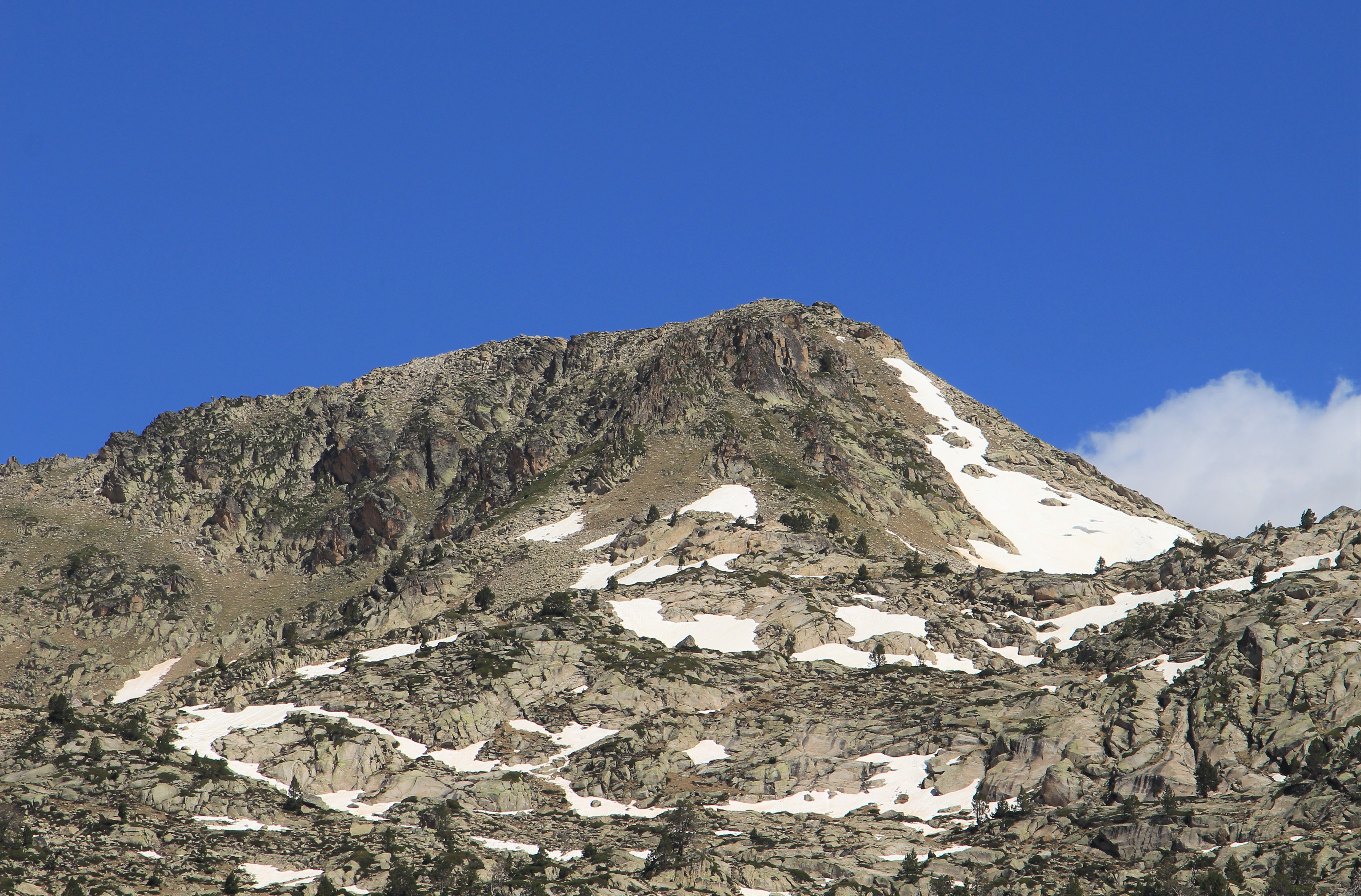
Vue du pic de Madaméte depuis le lac.

Ce lac est situé dans la réserve naturelle du Néouvielle (massif du Néouvielle), aux portes du parc national des Pyrénées, en amont et à l'est du lac d'Aubert dont il n'est séparé que par une bande de terre d'environ 200 mètres de large.

Administrativement, il est sur une enclave de la commune de Vielle-Aure.
 La ville la plus proche est Saint-Lary-Soulan.

### Topographie
|                                          | Pic dets Coubous Pic de Madaméte Col de Madaméte (2 508 m) |                         |
| Lac d'Aubert Pic de Néouvielle (3 091 m) | lac d’Aumar                                                | Pic d’Anglade (2 511 m) |
|                                          | Lac de Cap de Long                                         |                         |

## Protection environnementale
Le lac fait partie d'une zone naturelle protégée, classée ZNIEFF de type 1 : Réserve du Néouvielle et vallons de Port-Bielh et du Bastan.

## Voies d'accès
La route menant aux lacs (Orédon, Aubert, Aumar et Cap de Long) est réglementée : généralement fermée en hiver, la fermeture est signalée par des panneaux, au carrefour de Fabian ; la circulation automobile montante, sur la dernière partie de la route, après le lac d'Orédon, interdite de 9 à 18 h, est réservée aux véhicules de service et au bus-navette.

Il n'est accessible qu'à partir de la route départementale D 929 en vallée d'Aure en passant par Saint-Lary-Soulan et Tramezaïgues. À Fabian, hameau de la commune d'Aragnouet, la D 929 délaisse la vallée et monte vers le lac d'Orédon.

La route départementale D 177 qui passe sur le barrage de retenue d'Orédon monte jusqu'au lac d'Aubert en longeant le lac d'Aumar.

Haut lieu de balades pyrénéennes, sa rive sud est parcourue par le sentier de grande randonnée GR 10 entre Barèges et le lac de l'Oule.

### Galerie

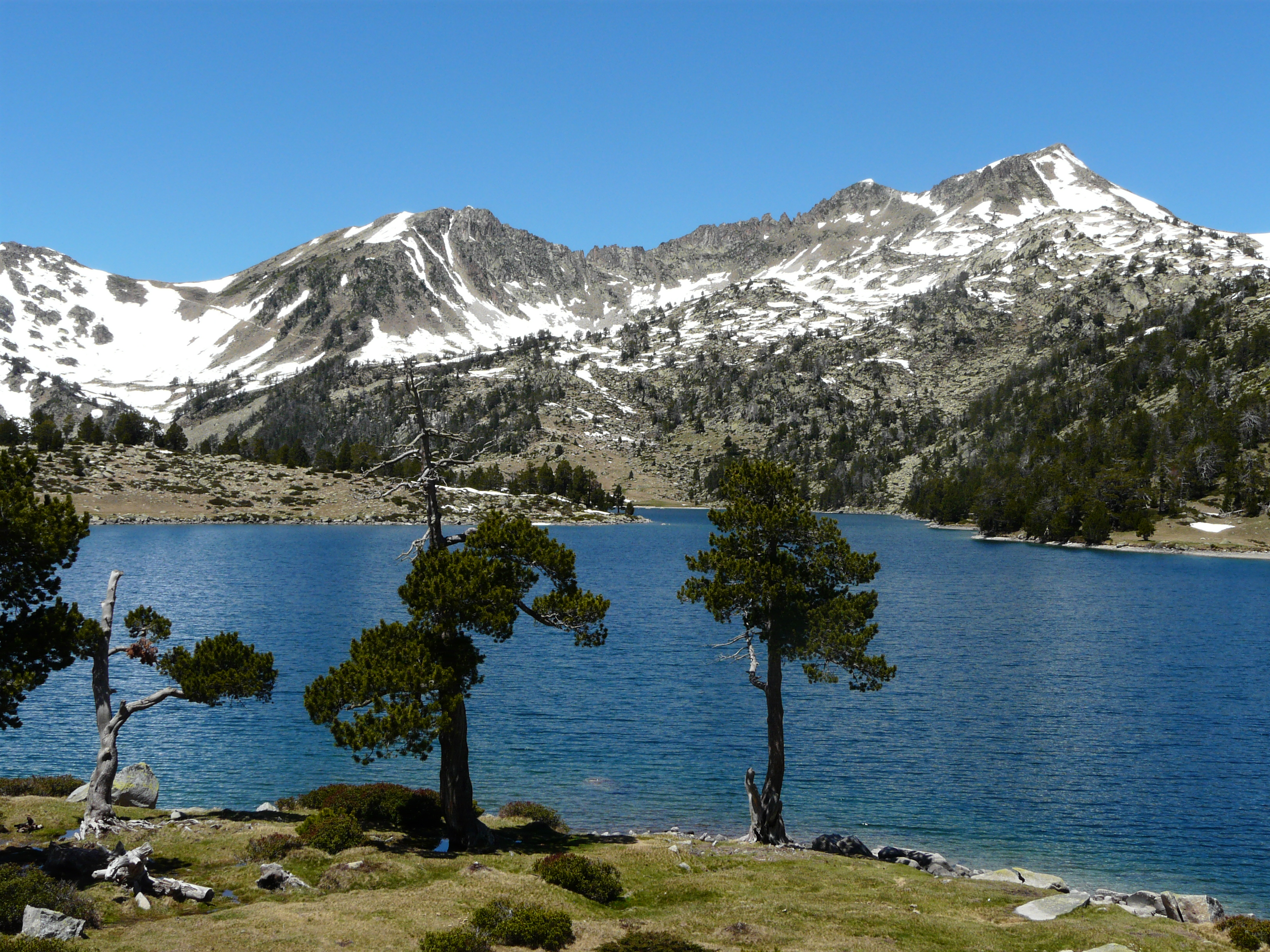
La partie sud-est.
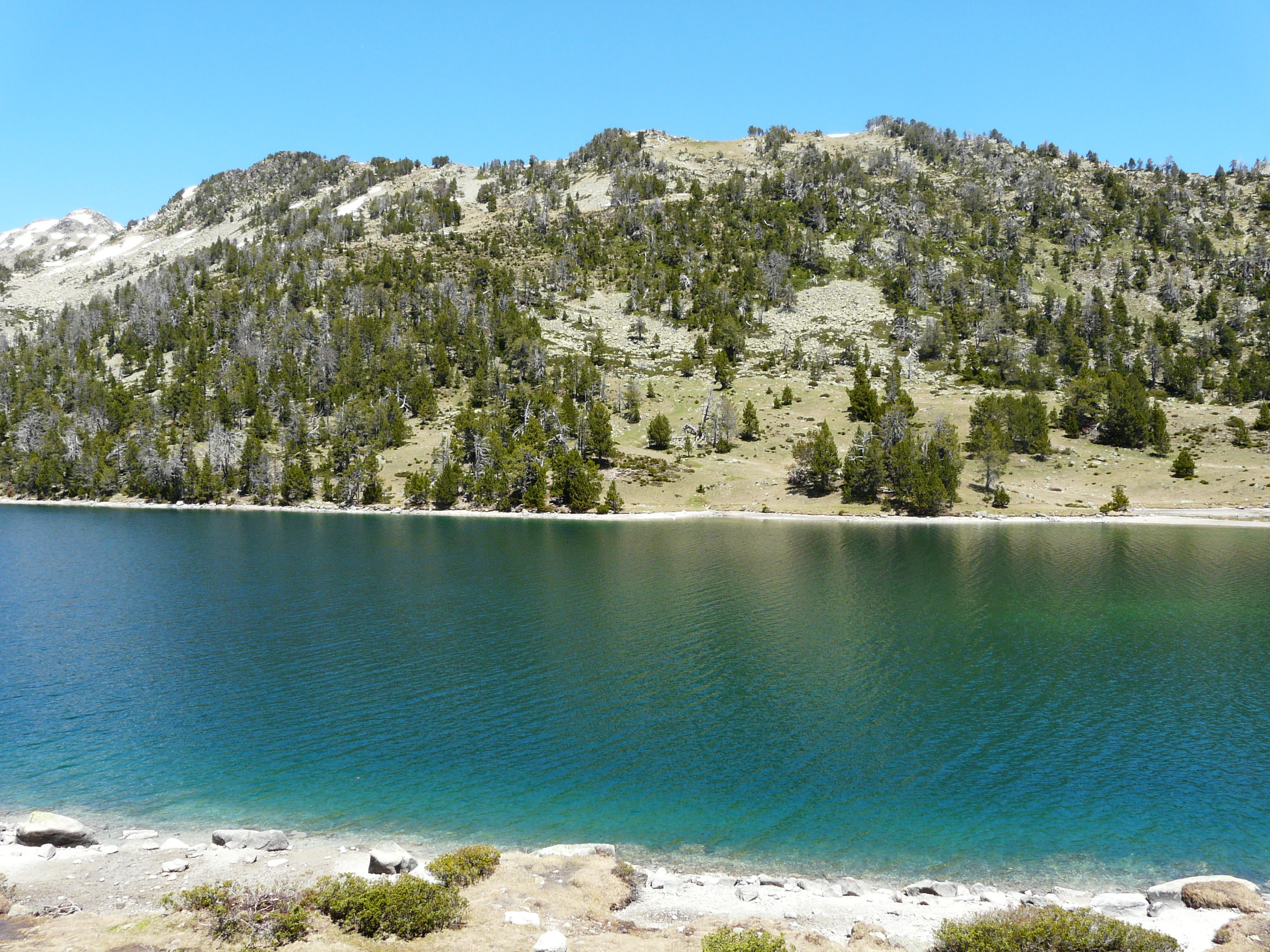
La partie sud-est.
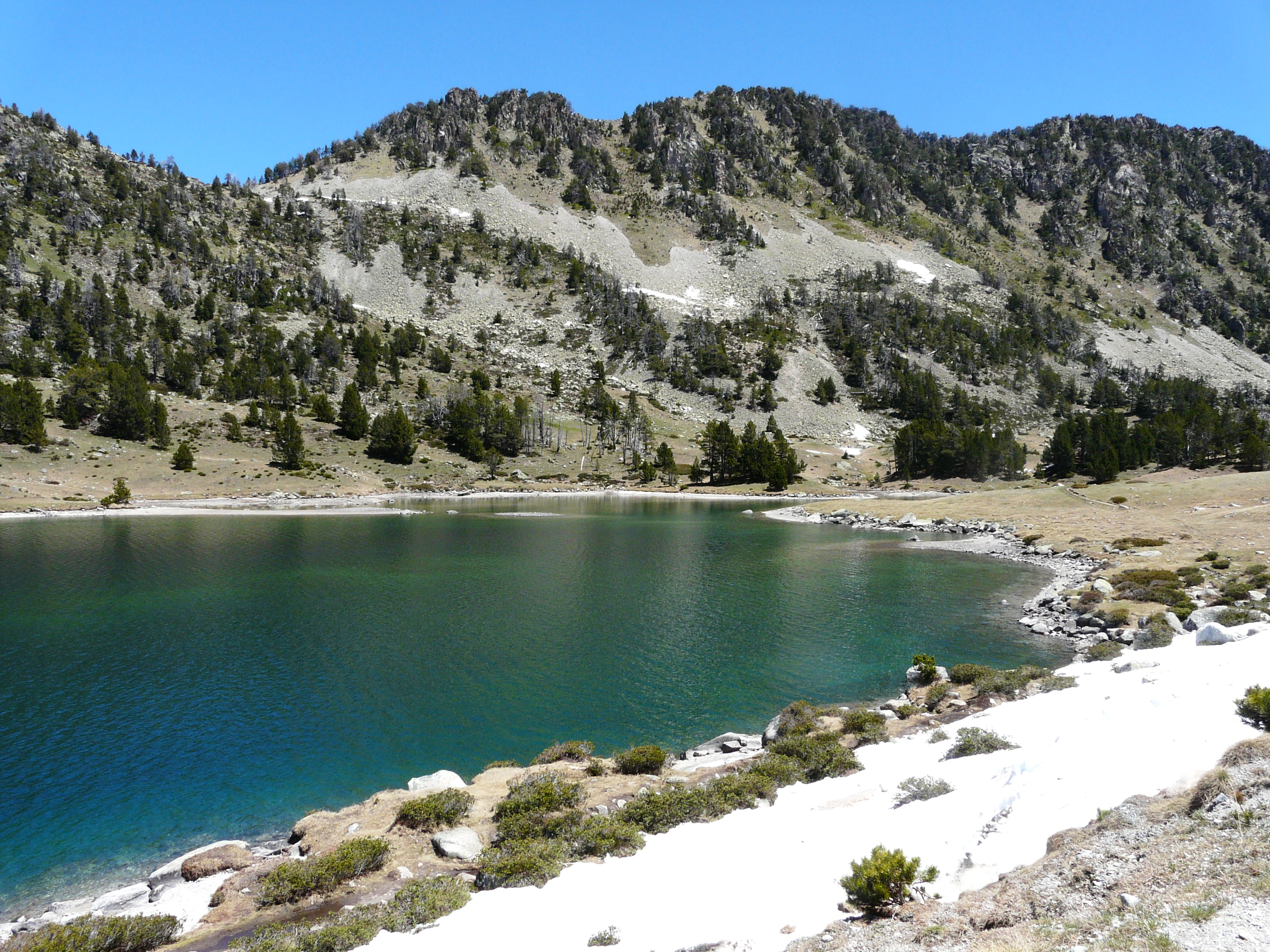
L'extrémité sud-est.